# Anningqu
Anningqu är en köping i Kina. Den ligger i den autonoma regionen Xinjiang, i den nordvästra delen av landet, omkring 21 kilometer norr om regionhuvudstaden Ürümqi. Antalet invånare är 19 237. Befolkningen består av 9 249 kvinnor och 9 988 män. Barn under 15 år utgör 16,0 %, vuxna 15-64 år 75 %, och äldre över 65 år 7,0 %.
Runt Anningqu är det ganska tätbefolkat, med 93 invånare per kvadratkilometer. Närmaste större samhälle är Gumudi, 11,6 km öster om Anningqu. Trakten runt Anningqu består i huvudsak av gräsmarker.
Genomsnittlig årsnederbörd är 314 millimeter. Den regnigaste månaden är april, med i genomsnitt 46 mm nederbörd, och den torraste är januari, med 10 mm nederbörd.